# びっくりスケアリー
『びっくりスケアリー』（原題：Scaredy Squirrel）は、カナダの絵本作家メラニー・ワット原作の絵本シリーズで、この絵本は日本でも発売されている（日本版の場合は「こわがりやのクリス」という名前で全2冊）。
これを一部基にしたカナダのアニメが2011年4月1日にYTVで初放映。
なお、海外ではカートゥーンネットワークやディズニーXDなど各局で放送されているため、ディズニー作品ではない。
原作とアニメーションでは話の内容や設定（"Stash 'N' Hoard"で働くなど）やキャラクターデザインがかなり異なっている。
2013年4月20日から、2シーズン（2012年版）の放送がスタート。2シーズンからデザインを少し変更したのか1シーズンと比べてOPに出てくる車のスピードが速くなっていたり、スケアリーの体が明るい色に変更されていたり、エピソード中はリアルな動きやキャラクターの表情が豊かになっている。日本のテレビ放送では、ディズニー・チャンネルにて2012年6月4日に日本初放送として放送がスタートした。

## キャラクター

### Stash 'N' Hoard従業員およびその関係者
スケアリー・オルヴィル・スクワエル(Scaredy Orville Squirrel )
声 - テリー・マクグリン/高木渉
このアニメの主人公のリス。一人称は「僕」。バルサシティにあるスーパーマーケット"Stash 'N' Hoard"（スタッシュン・ホード）（以下、S.N.H.と略）にバス通勤で7年間勤務しており、主に飾り付け係をやっている。普段は水色のシャツ（迷子の時に中は反射するようになっているらしい）を着ているが、S.N.H.にいる際には仕事中のため、その上に名札付きの白いエプロンを着用する。好きな季節は春。
S.N.H.に働いている時は、商品の缶やお菓子の箱などを積み上げて巨大なオブジェ（ディスプレー）を作っており、天才的にうまく想像力が豊か。休日より仕事が好き。
かなりの綺麗好きであり食事の際はマイナプキンや専用のフォークなどを持って来たり、何かを綺麗にしたり洗うのが大好き(汚いキッチンを30秒で洗うなどかなりの速さで掃除をするため、部屋にはいくつか賞を取っている場面も)。なお、自分の家は一日に三回掃除機をかけるらしい(サリーからの情報)。そのためか汚いものが基本的に苦手で町の公衆電話をかける際に手袋をはめたり、デイヴが口付けたストローを取り換えたりなど、やや潔癖症な部分も見られる。また、デイヴがオナラをした際に掃除機でオナラの匂いを消したりする場面もある。一度だけ、オナラをしたことがある（投書ボックスにデイヴが書き込んだため）。なお彼以外は潔癖症ではないため、汚すぎるものを見ると正気を無くしたりする事があるが、デイヴが「掃除の時間だよ！」と呼びかけた事で治った事がある。しかし、これだけではなく他にもショックを受けて全身を白くさせる他、何かを企んだり疲れで狂ったりすると、ボロボロになったり、マッドサイエンティストみたいな高笑いする事がある。
几帳面な性格で数を数えたり、自分の持っている荷物やスーパーに来客する人をノートに記録、グラフ作り、書類作りなど細かい作業が好きで何か欲しいものがあればなんでもするなど、かなりのお人好し。そのお人よしのせいで中にはそれで事態を悪化させる事も。「BAD」の評価が怖い。なお、計画を立てて行動するのが好きなため、即興で考えるのは好きではない。
一緒に住んでいるルームメイトのリチャードという観葉植物を可愛がっており、寝る際にはベッド傍に置いたり、ご飯をあげたりする。リチャードが一時いなくなった際には全力で探したり、リチャードが一週間いなくなる間は親友のデイヴや住民、石のスタンリーなどを世話するなど、世話好きな性格。そのため、エピソードの中にはネスターのお母さんのママの世話やミルドレットの甥のベビーシッターをすることになるが喜んで引き受けた。なお、他の登場人物と比べて比較的に優しすぎる性格のために、ある回によっては騙されたり、食べられそうになる事も。2シーズンから女の子と間違われてしまう事もある。
怖がりのため恐怖のジェットコースターやお化けなどのハロウィンは好きではなく、ハロウィンの週末はいつもビクビクしている。ちなみに極度に怖がったり、緊張をしてしまうと過呼吸をおこしてしまう事があり、その際は茶色い袋で口を包み込んでは息を整えている。安全が好きで危険は好きではない。安全を教えるために番組の最後に「スケアリーのセーフティーコーナー」がある他、小さい頃に見たリスのセバスチャンのセーフティーものが大好き。
リスらしくかなりのドングリ好きで周りが木の家に対してスケアリーだけはドングリの形で出来た家に住んでいる。なお、携帯や電話も見るとドングリやクルミである。ブログをやっている。小さな頃からドングリのかさをコレクションしている。
口癖はドングリ好きなせいか言葉の前や語尾に「〜ドングリ！」と付ける。主に「びっくりドングリ！」の発言が多く、ディズニー・チャンネルではこの発言が宣伝で使われている。他の口癖としては「なんでもござれのスケアリー！」等。自己紹介の時には「僕はリスのスケアリー」と言う。
幼い頃ただ靴下を反対に履いている写真を撮られたこと以外の秘密は特にないらしく、自分の持ち物リストというのを書いている。
デイヴとは対照的な性格だが、小さな頃からの親友で「あの木に抱き着こうゲーム」やパドルボールの試合を見るなどして遊んでいる。時々、彼から助言を貰う事もある。一度デイヴの家がハリケーンでなくなり、自宅に住まわせようとしたがあまりの対照的な性格上で激しく断った。しかし、デイヴがいざ危ない目にあった時はどんな怖い事があっても勇気を出して助ける強い友情がある。
S.N.Hの店長のネスターについては、どんなに冷たくされてもあまり根を持たず気にしていないが、立場の関係で彼を「ネスターさん」と呼ぶ事が多い。小さな頃にネスターと会っている（一部のシーンで二人一緒に映ってた）。
1シーズンで、スーという赤毛のリスに激しく恋をしたが、彼女の迷信があまりにも汚いものだったため、恋は萎えて終わった。ドキドキすると声が出せなくなる。以来スーの出番はここで終わっているのか、現時点で二人の再会の話はない。ちなみに2シーズンではハイテクな掃除機に恋をする。
得意なスポーツはパドルボールで、パドルボールの選手になる目標に向かってジムで練習を重ねている。パドルボールを得意とするパディとはライバル関係であり、彼が絡むとトラブルを起こす事もある。じつはこの他にもチアリーダー・シンクロスイミング・タップダンス・アマチュア新体操などといった運動やダンスの経験がある。なお、卓球はゴム紐がないのであまり好きではない。
「嘘は誰かを傷つけないために使うんだ」という発言があるため基本は嘘を付くことは好きではないが、ヘンテツくんが買えないからと透明ヘンテツくんがいると嘘をついたり、リスガイドというボーイスカウトに応募を何度かしているが落ちてしまうために嘘をつく事があった。
小さな頃は外が怖くて引きこもりだった時期があったが、学校へは通っていたらしく一部のシーンで教室に座るスケアリーが映った。
ちなみに怖いものリストは、一番はバイキン。二番はノンヘル。三番はチョウチョらしいが、チョウチョが嫌いな理由は飛行パターンが読めないから。だが、何故か一部のシーンでは「蝶のキスみたい」、「蝶のように〜」という台詞があるため、本当に怖いのか謎である。
46話のBパートにて、パディに免許の取り上げを食らったため、車の免許を所持している。食料品アカデミーという学校に入っていた。
なお、原作とアニメーションのキャラクターデザインや設定内容が大幅に異なり、原作とアニメーションのスケアリーの顔のデザインが違う他、S.N.Hで働いているという設定も違う（原作では一歩も外を出ない引きこもりだった）。アニメのシーンの中では一度だけ原作の顔が映るシーンがある。
1シーズンと比べ、2シーズン以来から表情がコロコロと変わり、大変豊かになる(顔の輪郭などが良く変わる)。
OPの後の「Scaredy Squirrel」の題名が出た際に話の回によってスケアリーの台詞が違う。
OPの台詞一覧
シーズン1
「ねえ！ちょっと僕ん家来ても良いけどさ、ちゃんと足の裏拭いてからにしてよね！」
「もし途中で歯を磨きたくなったら遠慮なく磨いて！」※この台詞は1回のみ。
「おやつを食べるなら、シュガーレスのにしよう？」
「自転車乗りながら見てるなら、ヘルメットしないと危ないよ」
シーズン2
「イライラしないように牛乳飲んでカルシウム取りながら見てね！」
「ピーナッツは食べ出すと止まらないから気を付けてね！」
「テレビに近すぎだからもうちょっと下がって。もうちょっと。階段に気を付けて！」
「牛をシェイクしても、ミルクシェイクは出来ないからね」
「キャンディーは一度舐めたら君のもの！...気持ち悪い事はやめてね」
デイヴ(Dave)
声 - ジョナサン・ゴールド/青山穣
スケアリーの親友のスカンクで、一人称は「おいら」。本名は「デイヴィット・スカンカート・ウィーブ」。体毛は青く、尻尾が体よりも大きめ。食べる事が何よりも大好き（何でも好きだが、主にチーズとブルーハワイが好物らしい）。
スカンクであるため、オナラ（紫色、緑色の煙）をする。デイヴ自身は気にしてないが、周囲の人はそれを嗅ぐと逃げたり気絶するが、傍にいるスケアリーの場合は慣れているのかオナラの匂いを掃除機で吸って消したり、鼻をつまんだり、ガスマスクを着用しているが。たまに装備し忘れて周りの人と同様に気絶する事もある。
オナラした際にズボンが破れてしまうのでズボンは履かない。一時、オナラが出ずにお腹にガスが溜まって風船のように膨らむ事があったがスケアリーの必至の助けで難を逃れた。ちなみにオナラが出ないとイライラしたり猫並に役ただずらしい。そのため、猫を何故か毛嫌いする。
家はスケアリーのように住宅地ではなく、トレーラーハウスに住んでおり、現時点では何も働いてはいない。スケアリーの職場であるS.N.Hを訪れては、赤い消防車（バーサ）に乗っては遊んだり、S.N.Hの商品を勝手に飲食したりしていることが多い。なお、スケアリーのディスプレーを時々壊したり汚したりするので、そのせいでディスプレーが崩れたり、スケアリーの仕事を増やしてしまう事も。従業員ではないが、お手伝いも時々する。
S.N.Hに置いてあるバーサに関しては小さな頃から乗っており（しかし小さい頃は身長が足りなく乗れなかったがノコギリで身長の高さを壊して乗った）、レディと思っているのか、彼のトレーラーハウスの中にはバーサの写真がたくさん貼られたり、一度メンテナンスが終わる前に乗ったため、バーサが暴走して嫌われたと感じて泣いてしまうところも。なお、バーサに乗る事でデイヴの性格があるため、かわりにオートバイに乗ったとたん不良になった事がある。
綺麗好きのスケアリーとは違い、泥まみれになったりと汚れるのが大好き。トレーラーハウスはいつもゴミだらけであり、部屋にゴキブリが出るほど。まれに賞味期限のものを口にしたりなどしてスケアリーにドン引きされる事もしばしば。
スケアリーとは小さな頃からの親友で「あの木に抱き着こうゲーム」で遊んだり、パドルボールの試合を見に行ったりする。ほとんどはデイヴがトラブルを起してスケアリーが解決するケースが多いが、まれに自分で解決したり、逆にスケアリーを助けたり正論を言う事もある。
2シーズンでは1シーズンと比べて少し丸っこい体になっている。木よりもスケアリーに抱き着くシーンが大幅に増えており、二人の友情を強くするものが多く描かれている。そのせいかスケアリーが一時的にハイテク掃除機や兄弟のデーンばかり構っていて親友を取られたと思い、嫉妬する場面も。
車の免許は49回落ちているがその後、車の免許を発行している。
ビー玉アレルギーである。
1シーズンではサリー以外の人物は、ちゃんと名前を呼ばれていたが、2シーズンからは「オナラ爆弾」、「くさい友達」など言われるケースが多くなった。
家族関係が存在しており、シーズン2からデイヴに似た母親が時々やってくる事になる。47話のAパートで、デーンという兄弟が存在。しかし、デーンがバルサシティに遊びにきたとたんに逃げ出す程、とても嫌っている。
ネスター
声 - パトリック・マッケンナ/小形満
スケアリーの上司でS.N.H.の店長。ルールに厳しい黄色い鳥。一人称は「私」。本名は「ネスター・ウィングナット」。
自分のお店を持つ母親には頭が上がらず、母親に気に入られたいためにスケアリーの手柄を横取りする事もある。他には母親に怒られた時や面倒な事もスケアリーのせいにしたり、押し付けたり、まれに母親に甘えたりとかなりのマザゴン。しかし、ほとんどは母親の言いなりだったりするが、2シーズンではそんな母親と喧嘩したり、逆に母親に優しくされると「母さんじゃない！」と怒ったりする。家は母親と一緒に住んでいるようである。兄弟の存在があり、兄のレスターがいるが母親が好んでいるため、好きではない。
スケアリーについては、気に喰わないらしく命令や文句を言ってはしかめっ面をしている。スケアリーをクビにする際「どれだけこの時を待っていたか」という発言があったり、スケアリーの悲しい顔をカメラで撮るなど冷たく意地悪な性格。そのため基本的にはスケアリーとは協力はしないがどうしようもない時、スケアリーと手を組んでバスタブレースで優勝したり、店長の座を取り返したりなど協力し合う事もある（しかし終わった際は再び冷たくする）。スケアリーには立場関係で「ネスターさん」と呼ばれている。なお、デイヴやそれ以外の人達についてはどうでもいいらしい。
実は「空想兵士協会」のクラブに入っていたが、自分が宇宙ごっこしたいために追い出された。
スケアリー達が仕事をしている間は「BOSS」と描かれた部屋で、カラオケや音楽に合わせて踊ってたり、ラップを歌うなど自分の好きな趣味に没頭している。なお、ホコリアレルギーである。
ネスターのお母さん(MOMMA)
声 - ジェイン・イーストウッド/雨蘭咲木子
ネスターの母親であるピンク色の鳥。紫色の豪邸にネスターと二人で住んでいる。いきなり来店しては人々を「お前はクビだ!」と連続で怒鳴っているため、周りから恐れられている。
自分の息子のネスターに厳しくしているが、2シーズンでネスターと喧嘩した事により、ネスターが家を出て行った際、手を焼く息子がいなくなったため、慰めにいったスケアリーを息子替わりにしてしまったなどネスターは嫌いではないらしい。一度のみネスターを褒めるシーンがあった（ネスターはその後、大泣き）。
初登場回である第2話以降話が進む事にS.N.H.に毎度訪れるようになる。
自分と瓜二つなライバルスーパー店"Sort A Fresh"（詳細は後述）の店長が気に入らないらしく、そこでバスタブレースに出ると聞いた瞬間、その店に勝たないとスケアリーとネスターの手錠を一生外さないという怖い場面も。
ほとんど笑顔は見せず、ムッとした表情であり、一時スケアリーが「スマイル・スクール」に通わせたが、笑うのがどうも苦手でそのまま顔が固まってしまった。涙腺をずっと前に切除したためか泣く事は出来ないらしいが2シーズンでは号泣した。
パディ・パターソン(Paddy)
声 - デヴィッド・ベルニ/多田野曜平
自己中心的でナルシストな灰色のフェレットで一人称は「俺様」。スケアリーと同じく、パドルボールを得意をしている。トロフィーを何個か持っている。
とても負けず嫌いな性格で、スケアリーとトラブルを起こすことも少なくない。
バイトをしているみたいだが、そのバイトは包装紙にリボンをかけるお店で働いているが当本人はこの秘密は恥ずかしいようで、スケアリーが皆にばらしそうと勘違いし、スケアリーの秘密を探ろうとした事も（無論スケアリーは広めるつもりはなかった）。自分が勝ちたいために、卑怯な手を使ったりする。第1話の後編から登場している。
46話Bパートで車の教員のバイトをしていたが、無謀な危ない運転でも免許を発行、取り上げするなどむちゃくちゃな事をしている。
リチャード
観葉植物。スケアリーのルームメイトのような存在。植物のため無言。
一度、スケアリーと喧嘩(スケアリーがデイヴを遊びに行ってしまい、ほったらかしにしたため)事があり、一時はサリーの家に居候していたが、その後、スケアリーがリス食い植物に襲われそうになった時や、自分がサラダにされそうになった時は戦ったりするなど勇敢な部分も見られる。
植物ながらもシーンが映る事に動いたり、サイトに動画を投稿したり、ゲームしたり、落ち込んでいるスケアリーの背中を押すなど植物ながら人間臭い仕草を見せる。
従妹はサボテンらしい。
サリー
声 - リンダ・カッシュ/雨蘭咲木子
スケアリーに想いを寄せる青いタラ。一人称は「あたし」。時にはスケアリーに協力する。
ピンクのきりかぶの家に住んでいるが、家にはスケアリーの写真やスケアリーをモチーフにした絵や彫刻の作品がいっぱい飾られており、スケアリーが名前を少し呼んだだけですぐ出てくるなどちょっとストーカー気味。スケアリー大好きクラブの会長らしいが、彼以外の人物には全く関心がなく、デイヴとネスターをそれぞれ「スカンク（2シーズンからオナラ爆弾になる）」、「鳥」としか呼ばない。スケアリーの事が好きなため、リスの知識は凄い。
スケアリーがスーに恋をした時、かなりのライバル心を持っていたため、嫉妬深い。背中には自分で描いたスケアリーのタトゥーがある。一度、スケアリーとキスした事があるが、スケアリーに気絶されてしまった。
なお、お魚拳法や、アート、飼い猫のコンテストで優勝したりなどの経験があり、特に歌がうまくレストランなどで歌っていたが高い声のせいで客を驚かせて驚かせてしまった事も。自分を瓜二つな家族といとこがいる。
ミルドレッド
声 - ジェイミー・ワトソン
スケアリーの同僚であるカエル。唯一S.N.Hで働く女性と思われる。主にレジ係をやっているが卵を最初に入れたりと物を入れるのが下手。
ゲップが止まらない体質らしくいつも出てきては飲み物を口にして又は出てくるたびにゲップをしているが、当本人はこの体質は好きではないらしい。じつはバルサシティなどを守るスパイの顔を持っており、一度、スケアリーと共にバルサシティを守った。
2シーズンから少しスケアリーに協力するようになる。甥のタッドがいる。
バック
声 - デヴィッド・ベルニ/多田野曜平
スケアリーの仕事仲間でビーバー。主にモップ係。スケアリーの仕事の飾り付け係の仕事が数回あるが、積み上げた缶が爆発するなどあんまり積み上げは得意ではない。プレッシャーにとても弱い。ハットンと一緒にいる事が多いため、仲は良いらしいが喧嘩もある。
45話のAパートで、自慢の歯が折れてしまい、とても落ち込んでしまった。
ハットン
声 - ドウェイン・ヒル/小形満
スケアリーの仕事仲間でロバ。リンゴなどの商品を綺麗に並べる係。絵を得意とする。バックと一緒にいる事が多い。たまにネスターやネスターのお母さんにこき使われたりする事も。「すぐに寝るかゲーム」が得意。大学に1年通っていたらしい。

### その他の登場人物
ボブ
声-
S.N.H.のトイレにいる紫色のタコでバルサシティの嫌われ者で、スケアリーがデイヴによって汚れたエプロンをどうしようか考えている際にスケアリーがS.N.H.のロッカーから彼の値札入りの綺麗なエプロンを借りた時のそのエプロンの持ち主。前にS.N.H.で働いているがあまりにも性格が悪い？(バルサシティの皆が憎んでいる程)ため、ずいぶん前にネスターがクビにした(スケアリーはボブの存在を知らないため、恐らくスケアリーが仕事に就く前だと思われる)。その際に「いつか必ず仕返しに来てやる」と発言した。第1話から登場。
ブーガー
声-
時々S.N.H.に現れてたまに仕事を手伝う事がある犬（しかしスケアリーのようにエプロンは着用していない）。バーサを使わなくなった乗りもの置き場に持って行ったり、棚を舌で使って磨いたりなどしている。
レックス
声-
肉体の良い犬で、バルサシティのいじめっ子。連れがいる。スケアリーのやっているパドルボールを馬鹿にしているが、サリーがボコボコにしたため、サリーが苦手になった。
しかし、2シーズンからパドルボールとダブルス組む際にパディと組んでいたため、途中でパドルボールが好きになったと思われる。
サディアス
声-
「サディアスカツラ店」というお店で働く馬。1話のBパートから登場。この後、「ミスターパーフェクトコンテスト」などの司会を務めている。
スー
声 -Julie Lemieux
スケアリーの片思いの相手であった赤い髪の毛が生えたリス。見た目は可愛いが舞台の迷信を深読みにしているせいか、お風呂に入らない、ジェリービーンズを耳の中に入れて食べるなど、少しクレイジーな部分がある。これらの習慣故にスケアリーは彼女に対する興味を失った。なおこれ以降からスーが出てくるエピソードは現在のところはない。
また、スケアリーに取られたと思ったサリーがスーに仕返しをして以来、サリーとは敵対関係にある。
「ソート・ア・フレッシュ」"Sort A Fresh"の店長（第13話Aパートより）
S.N.H.のライバル店として第13話Aパートのエピソードで開店したスーパーマーケット"Sort A Fresh"（ソート・ア・フレッシュ）の店長。24時間営業。
顔はネスターとほぼ同じだが、カイゼル髭を生やしており、彼だけでなく、S.A.F.の関係者は全員、S.N.H.関係者と顔がほぼ同じで髭を生やしている（ただし、スケアリーだけはいない）。
登場していきなり、S.A.F.とS.N.H.とを地下トンネルでつなぐことでS.N.H.を倒産させようと計画していたが、スケアリーたちの頑張りで未然に防がれた。それ以降からはバスタブレースに出たり、お店大戦争などライバル会社として絡む事となる。
レスター
ネスターの兄で、ネスターとは違いとても優秀らしく、そのせいかネスターのお母さんに可愛がられている。ネスターはそれに嫉妬してレスターの事は好きではない。サングラスをかけている。ネスターとは違い、筋肉もある。
「ミスタースティンキートー」というぐるぐる目をつけた靴下のパペットを大事にしている。「オックスバード」という優秀大学を卒業したと言っていた。
ネスターのお母さんのママ
ネスターのお母さんのママであり、ネスター（＆レスター）から見ればおばあちゃん。
お年寄りにかかわらず、バイクに乗るなど若者には負けない精神を持っている。
ラーズ・ツミアゲルノスキー
声-多田野曜平
「積み上げのスター」とも呼ばれているスケアリーの憧れの人。スケアリーはこの人に憧れ二週間に一度、手紙を送っている。しかし、「ブロッコロシアム」というブロッコリーの積み上げの作品が嘘（本当は積み上げてはない作品）だと言われてしまい、積み上げのスターをやめて皆の前から姿を一時的に消していたが、本のサイン会で出会ったスケアリーの助言により、もう一度、積み上げにチャレンジする。
アクダマアナグマのアマグナ
声 - 多田野曜平
バルサシティの凶悪の強盗。アラームシステムが壊されたS.H.H.を襲おうとしたが、スケアリーの活躍により逮捕された。スケアリーやネスターが言葉を詰まらせ言えない程名前の発音が難しい。
レディ・ギャング
声-雨蘭咲木子（リーダーの声や仲間の声）
ペンキで三つの輪っかマークを描き、警告をし、一帯を荒らしまわるテントウムシのギャング。体は小さいが力は強く、スケアリーやデイヴ、ネスターなどを持ち上げて地面に叩きつける程の怪力を持つ。S.N.Hに押し入りし、スケアリーを人質にしてS.N.H.の中の食料や緊急用のメロンを食べつくそうとしたが、スケアリーやデイヴのアイデアにより、S.N.H.は救われた。
石のスタンリー
リチャードが1週間いなくなる間にスケアリーが見つけた石。リチャードの寂しさにスケアリーはこのスタンリーと共に生活をしていたが、実は凶悪な強盗犯。生まれた時から刑務所にいた。石の仲間もいる。
ヤギ警察
スケアリーとデイヴが見ている連続ドラマ。ヤギが警察で強盗を追うというもの。デイヴが主にファンでグッズなど持っている。
バーサ
S.N.H.にあるデイヴが小さい頃から乗っている赤い消防車。デイヴ曰くレディらしい。左右に揺れるだけのコイン式遊具だが、消防車につくホースからはちゃんと水が出ており、一度、火事になりかけたS.N.H.を救った。
2シーズンからメンテナンスが終わる前にデイヴが乗ったため、暴走してデイヴを吹き飛ばしてしまいデイヴが一時的にバーサに嫌われたと勘違いした事があった。
フィルモア
声 - Terry McGurrin/
青と緑色のクジャク。落ち着きがなく、早口で特徴的な声を出す。あまりにも落ち着きないため、ネスターからS.N.H立ち入り禁止令を出された。23話以降から出始めている。
28話Aパート「ダブルスを組もう」で、パドルボールが出来る事が明らかに。しかし、それは一人では出来るが周りの人の目があると出来ないなどのあがり症である。
セス
スケアリーにセールスを押し付けたセールスマン。早口であくどく、ガラクタの用品を売りつける。そのせいでスケアリーの家を売りに出してしまった事があるが、その後、スケアリーの仕返しにより家を取り戻した。
「ウマウマ栄養剤カンパニー」の科学者
声-雨蘭咲木子
「ウマウマ栄養剤カンパニー」で働き、「ウマウマ栄養剤」を作っている女のキツネの科学者。子分のクマ二匹を連れて植物の栄養剤を作っているが、じつは植物から命を吸い取る研究をしている悪の科学者。スケアリーが作った栄養剤により、体が大きくなったリチャードのDNAを狙おうとしたが、スケアリーがそれに気づき、間一髪でリチャードを彼女の手から守る事が出来た。植物関連の仕事をしているせいか、ネッコガンを撃ち、逃げているスケアリーとリチャードを攻撃した。
ミリー・カウ
声-雨蘭咲木子
第1話Bパート「逆毛のいたり」から登場している牛で、スケアリーの逆毛の原因となった人物。歩いたり話したりする時、首に下げている鈴の音がなる。
自分は牛なのに対し、家ではビーフステーキを焼いているなどシュールな部分がある。
ランズウェル市長
声-小形満
バルサシティの市長であり、大きな角を持つ鹿。市長なくせに宇宙人が攻めてきた時、真っ先に逃げたり、「くだらないイベントにようこそ」などの発言があるため、バルサシティの人々をあんまり大事にはしていない。
2シーズンから出てくる人物
ジリスのブライアン
声- 多田野曜平
バルサシティに住むジリスで、黒縁のメガネをかけている。自分の影を見るかどうかでバルサシティが長めの冬か早めの春かを占うジリス。スケアリーと同様、外が怖くて引きこもっていたがスケアリーの背中押しで外を出るようになるが、じつは夜になると恐ろしいモンスターに姿を変える。
キャスクリーン
声-雨蘭咲木子
スケアリーがいつも買う電化製品のお店で見つけた掃除機で、命令するだけで掃除してくれるというハイテクもの。スケアリーが一目惚れして購入し、彼女をまるで親友(恋人)のように扱ってたせいか最後には「スケアリー愛してる」という発言があった。デイヴが嫉妬で飲み物を零して暴走しかけた。
ポンポン
声-
目が飛び出ている金魚であり、忘れっぽい性格。2シーズンの始めの話から登場し、以来からモブキャラクターとして時々、出てくる事になる。
モーグバー
声- 多田野曜平
スケアリーの掃除パーティーの招待状を受け取り、掃除しにきた宇宙人。リスであり、スケアリーに掃除の心を忘れてしまったドングリ星を救ってほしいと言われる。
ハムスティコーン
声-
バルサシティのいたずらハムスターと呼ばれる、ユニコーンの角が生えたハムスター。攻撃するととことん復讐をする。スケアリーが誤って踏んでしまった事により、スケアリーに復讐をする。なおスケアリーに復讐するため、スケアリーの前にしか現れない。止めるためには、ハムスティコーンの好きなシリアルを当てる事。
セバスチャン
声-
スケアリーと瓜二つな顔を持つ俳優スター。色々なセーフティーものの映画に出ている。スケアリーや他の人達の憧れの俳優でもあるが、ある日、スケアリーと入れ替わりたいと言い出しスケアリーと入れ替わる事になる。ナルシストである。
デイヴのママ
声-雨蘭咲木子
デイヴの母親であり、ピンクの口紅を塗っているのが特徴。デイヴにとても似ており、デイヴには「ママ」と呼ばれている。
デイヴが一度インフルエンザになった時、看病をするスケアリーを押しのけて看病するなどデイヴの事を愛している。しかし、看病に関しては韻を踏んでいないと駄目らしい。
デーン
声-青山穣
デイヴの兄弟であり、デイヴとは違って緑色の服と髪の毛の色が少し違う。デイヴに嫌われているが本人は全く気にしていない。それにはある理由を持つ。

## 場所の説明
バルサシティ
スケアリー達が住む町で、住宅地が全て木で出来ている町。ほとんどの建物が木の形だが、その真ん中に経つスケアリーの家だけはドングリの形で出来ている。水で囲まれた町のため、車を通る道路がなく、車というものはないが車の形をした船を使って移動をしている。なお、横断歩道もないため道を渡る際には泳いで渡る事も。
スタッシュン・ホード"Stash 'N' Hoard"(略：S.N.H.)
スケアリー達が働くスーパーでオレンジ色の建物で出来ている。ネスターが店長であり、ネスターのママがその会社を持っている。仕事の際には、皆、名前入りの白いエプロンを付ける。なお、まれに賞味期限がある商品なども置いてあったりする。年に一度ハロウィンの企画をやったりする。
ソート・ア・フレッシュ"Sort A Fresh"(略：S.A.F.)
S.N.H.のお向かいに経つスーパーで24時間営業。S.N.H.と同じ建物だが、色が青色。その他、スケアリーを除く店員全員がS.N.H.の働く店員と同じ顔をしていて、髭を付けている。S.N.H.はお向かいのため、ライバル社である。
ジム
スケアリーがパドルボールの練習や、大会を行う時に使うジム。大きなプールがあるなど、とても広い。
映画館
バルサシティにある映画館で、柱の上には良く見るとドングリが飾られている。ポップコーンが売られているらしいが、本物のバター味が使われてないなど本来のポップコーンは売られていないらしい。
サディアスかつら店
スケアリーの逆毛をなんとかするために立ち寄ったカツラ店。サディアスという馬の店長がいてスケアリーの逆毛を、あるカツラを進めた。
探し物が見つかる店
スケアリーとデイヴが完璧なピクルスを探している時に突如、現れた謎のアライグマのお店。不思議なものがたくさん置いてあり、人間（動物？）コピー機などがある。ちなみに、このお店は何度かエピソードに出てくる。
おかしなラリーの巨大サンドウィッチ店
探し物が見つかる店で、アライグマが間違ってスケアリーの名刺に書かれていたお店。巨大ピクルスでバルサシティがピンチなった時にスケアリーはこのお店で巨大サンドウィッチを注文した。
チャッキンチャリーのチリハット
デイヴが好きなお店で、一見は普通のレストランだがじつは食べ物はほとんどチリソースだけなどチリ料理だけで、その食べ物は食べるのではなくフード・ファイトと言って客に食べ物を投げ合うお店である。

## エピソード一覧
放送するエピソードの最後の方に「スケアリーのセーフティーコーナー」というミニコーナーが付いている事があり、
このコーナーは、スケアリーとデイヴが安全について教えるコーナーだが、中には放送したエピソードのその後や詳細などもある。しかし、このコーナーは全てのエピソードの最後にある訳ではない。
※21話「ディスプレネーター」/「ハロウィーンの週末」に関してはハロウィーンの話が含まれているためか、ディズニー・チャンネルは9月〜10月の間にしか放送せず、通常の放送では21話は飛ばされてしまい、見られない（期間限定放送）。
| #   | 原題                             | 邦題                       |
| --- | -------------------------------- | -------------------------- |
| 1A  | Sticky Situation                 | ねばねばのシミにご用心     |
| 1B  | Cowlicked                        | 逆毛のいたり               |
| 2A  | Luck Be A Penny                  | 幸運のコイン               |
| 2B  | How to Succeed in Groceries      | お店を成功させる方法       |
| 3A  | Paddle Dogs                      | パドルドッグス             |
| 3B  | Looking for Richard              | リチャードを探して         |
| 4A  | Way of the Fish-Lips             | お魚拳法                   |
| 4B  | The Golden Paddleball            | 金のパドルボール           |
| 5A  | Water Damage                     | 耳に水が!                  |
| 5B  | Life Saver                       | 命の恩人                   |
| 6A  | Fancy Some Tea                   | 上品なお店                 |
| 6B  | Mr. Perfect Falsa                | ミスター・パーフェクト     |
| 7A  | Who's Your Paddy?                | 主任は僕だ!                |
| 7B  | Snerd Envy                       | ヘンテツくんが欲しい!      |
| 8A  | The Coast Is Fear                | 恐怖のジェットコースター   |
| 8B  | The Madness of King Nutbar       | おかしなキング・ナッツバー |
| 9A  | Children of the Acorn            | どんぐり大好き             |
| 9B  | Awaken the Stacker within        | 積み上げのスター           |
| 10A | Shop Cop                         | 夜の警備員                 |
| 10B | Acting Silly                     | 舞台の迷信                 |
| 11A | Lumberjack Day                   | きこりの日                 |
| 11B | Suggestion Box Blues             | 提案ブルース               |
| 12A | Camp or Consequences             | 恐怖のパドルボールキャンプ |
| 12B | Fairweather Squirrel             | スケアリーの天気予報       |
| 13A | There is no "I" in the Groceries | これがチームワークだ       |
| 13B | When Thugs Attack                | レディ・ギャング           |
| 14A | Dreamweaver                      | ネスター                   |
| 14B | Chili con Scaredy                | フード・ファイト           |
| 15A | Rockabye Rock                    | 石のスタンリー             |
| 15B | Hammock Havot                    | ハンモック・ロボット       |
| 16A | It's not Easy Being Green        | デカ・リチャード           |
| 16B | The Corgin                       | 伝説のコーギン             |
| 17A | Aisle of the Dead                | ゾンビマシン               |
| 17B | Where the Stink At               | 風船デイヴ                 |
| 18A | Pranks for Nothing               | いたずらゲーム             |
| 18B | Fistful of Quarters              | 25セントがいっぱい         |
| 19A | Nothing but the Teeth            | 奥歯のフクロウ             |
| 19B | From Rodent with Love            | バルサから愛をこめて       |
| 20A | Tubtastic Tuo                    | バスタブ・カーレース       |
| 20B | Mrs. Nestor's Mother's Momma     | ネスターのお母さんのママ   |
| 21A | Stackinator                      | ディスプレネーター         |
| 21B | Halloweekend                     | ハロウィーンの週末         |
| 22A | Perfect Pickle                   | 完璧なピクルス             |
| 22B | Goat Police                      | ヤギ警察                   |
| 23A | Jawhead                          | 怪物ジョーヘッド           |
| 23B | Store Wars                       | お店大戦争                 |
| 24A | Seth is A Salesman               | セスはセールスマン         |
| 24B | Less Nestorman                   | ネスター対レスター         |
| 25A | Neat Wits                        | お掃除クイズ               |
| 25B | Mall Rats                        | パディの秘密               |
| 26A | The Great Mistake                | 最高のミステイク           |
| 26B | A Squirreled Away Treasure       | 宝物を探せ                 |

2シーズン
2シーズンから、作成が2011年から2012年と2013年に変わっており、OPの時のスケアリーの体の色が明るく変更。
エピソード中のスケアリー達の表情が豊かになったり、物が壊れたりするシーンが飛び出すかのようにリアルになっている。
空白部分は現時点で放送されていないエピソード（恐らく季節エピソード）。
| #   | 原題                              | 邦題                         |
| --- | --------------------------------- | ---------------------------- |
| 27A | Grand Olde Grocery                | サリーは怒りのエンジェル     |
| 27B | Grounded Hog                      | 怖がりブライアン             |
| 28A | Talented Mr. Peacock              | ダブルスを組もう             |
| 28B | Hiccup Hicdown in Balsatown       | びっくりしゃっくり           |
| 29A | Lean Green Fighting Machine       | リチャードは最強!            |
| 29B | Nutters Almanac                   | お天気カレンダー             |
| 30A | I Think Therefore I Clean         | お掃除ロボット               |
| 30B | Soup of a Nova                    | デイヴの家さがし             |
| 31A | Extrasquirrelstial                | 未知とのお掃除               |
| 31B | To Cat a Thief                    | 怪盗レジー                   |
| 32A | Inskunktion                       | ぐっすりデイヴ               |
| 32B | Double Double Squirrel in Trouble | 入れ替わり大作戦             |
| 33A | Empty Nestor Syndrome             | ネスターVSネスター母         |
| 33B | New Dave                          | ワイルド・デイヴ             |
| 34A | Breaking The Mold                 | 土をやっつけろ               |
| 34B | Hip To Be Squirrel                | イケてるリスト               |
| 35A | Captain Nuts                      |                              |
| 35B | Nobody Loves Hatton               |                              |
| 36A | The Paddy Party Problem           | 最高のパーティー             |
| 36B | Hamsitcom                         | ハムスティコーン             |
| 37A | Freaky Fur Day                    | デイヴになっちゃった!        |
| 37B | Mascot In The Act                 | あこがれのマスコット         |
| 38A |                                   |                              |
| 38B |                                   |                              |
| 39A | Double Ooh Oops                   | スパイ・ミルドレッド         |
| 39B | Stack To School                   | 食料品店アカデミー           |
| 40A | Store Trek                        | ストア・トレック             |
| 40B | Safety Corner                     | セーフティー・コーナー       |
| 41A | Adventures In Frogsitting         | オタマジャクシシッター       |
| 41B | Straighten Up and Flu Up          | インフルエンザはどうなおす?  |
| 42A |                                   | いない?いない!おばあちゃん!! |
| 42B |                                   | コワスギの微笑               |
| 43A |                                   | スパイダーも友達だー!        |
| 43B |                                   | 28人のデイヴ                 |
| 44A |                                   | 罪な積み上げ!                |
| 44B |                                   | オナラでオーナー             |
| 45A |                                   | がっくりバック               |
| 45B |                                   | アイスクリームできんキン     |
| 46A |                                   | 燃える!チラシ作り            |
| 46B |                                   | ドライバー デイヴ            |
| 47A |                                   | デイヴとデーン               |
| 47B |                                   | 嘘はダメ!                    |

## 授与歴（ネルバナ公式ページ引用）
- 2013 Canadian Screen Award (Nominee)

Best Original Music Score for a Series
Best Writing in a Children's or Youth Program
- 2013 Cynospsis Kids !maginations Awards (Nominee)

TV Series Based on Books

## スタッフ
- 製作総指揮：ダグ・マーフィー
- 制作：ジリアン・ルビー
- 監督：Matt Ferguson
- スーパーヴァイジング プロデューサー：ジョイスリン・ハミルトン、トレイシー・ドドキン
- シリーズ構成：Terry McGurrin
- 原案：メラニー・ワット作『こわがりやのクリス』
- 原作・監修：メラニー・ワット
- 絵コンテ：ブレア・キッチン、ケリー・サージェント
- 製作：ネルバナ